# Norops concolor
Norops concolor är en ödleart som beskrevs av  Cope 1862. Norops concolor ingår i släktet Norops och familjen Polychrotidae. Inga underarter finns listade i Catalogue of Life.